# メデューサ (工作艦)
メデューサ (USS Medusa, AR-1) は、アメリカ海軍の工作艦。艦名の「メデューサ」は本来ギリシャ神話の怪物の名であるが、本艦の艦名は先代のモニター「メデューサ」の名を受け継いだものである。「メデューサ」はアメリカ海軍において、当初から工作艦として建造された初めての艦であった。

## 艦歴
「メデューサ」は1916年度および1918年度海軍計画に基づき1920年1月2日にワシントン州ブレマートンのピュージェット・サウンド海軍工廠で起工、1923年4月16日にバーンズ・ポー夫人の手で進水し、1924年9月18日に初代艦長R・T・メナー大佐の指揮の下で就役した。
「メデューサ」は、工廠の援助なしに独力で水上艦艇の大規模修理を完遂する能力を持つ初めての艦隊型工作艦であった。「メデューサ」の就役以前にもアメリカ海軍は工作艦を保有してはいたものの、そのいずれもが他の用途の艦からの改造によるものだった。第一次世界大戦においてアメリカ海軍がその規模を拡大するにつれて、改造艦ではアメリカ海軍の要求を満たすには不十分であるという認識が持たれるようになった。
アメリカ合衆国海軍省は「メデューサ」を、少なくとも給炭艦からの改造である「ヴェスタル」（USS Vestal, AR-4）と同等以上の能力を持つ艦として設計した。「メデューサ」は戦艦部隊の母艦として運用されることが主要な任務と考えられたため、アメリカ海軍が保有する最新の弩級戦艦に随伴できる速力と航続距離が与えられた。「メデューサ」に与えられた当初の呼称は「Repair Ship No. 1」（工作艦第1号）であったが、1920年7月17日にアメリカ海軍が海軍艦艇にアルファベットと数字を組み合わせた新たな艦番号を導入したことを受けて、「メデューサ」にも「AR-1」の艦番号が与えられた。

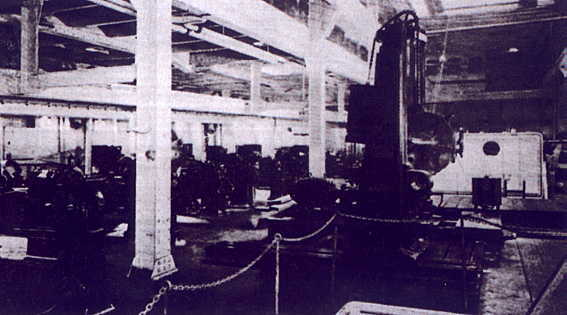
就役間もない頃のメデューサの艦内工場。1924年。

「メデューサ」は1924年の就役当時、世界的に見ても非常に先進的な工作艦であった。メデューサは鍛冶作業、ボイラー修理、大工作業、銅加工、電気設備作業、鋳造作業、配管作業、鍍金作業、板金加工、溶接作業、光学・機械装備品修理といった作業を全て行うことができる能力を持ち、艦内工場には旋盤、ボール盤、フライス盤、竪削盤、穿孔機械、光学修理機械、電機子焼成窯、コイル巻線機などの各種工作機械が据えられていた。
さらに、「メデューサ」は艦隊の要求に応えて映写設備、大型洗濯設備、製パン設備、そして大型冷蔵設備も備えていた。また、戦艦や巡洋艦の艦載水上機の修理も担えるように第2観測飛行隊（Observation Squadron 2, VO-2）から派遣された士官2名、下士官・兵20名も乗艦していた。

### 戦間期
「メデューサ」は就役後、太平洋艦隊に配備された。「メデューサ」はカリフォルニア州サンペドロを母港として基地部隊（Base Force）の第2練習戦隊に配備され、第二次世界大戦までサンペドロを拠点とした任務に就いていた。
「メデューサ」は1925年に、自身の持つ艦隊への整備・支援能力を初めて披露する機会を得た。1925年7月1日に「メデューサ」は戦闘艦隊と共にハワイのホノルルを出港、太平洋を横断してオーストラリアとニュージーランドへ向かい、9月26日に艦隊と共にサンペドロへ帰港した。
1920年代後半、「メデューサ」は修理以外に輸送任務にも使用されるようになる。1927年5月11日、「メデューサ」はアメリカ海兵隊第4海兵観測飛行隊の士官7名、下士官・兵78名とボーイング O2B-16機をニカラグアへ輸送した。1928年7月には、補給艦「ブリッジ」（USS Bridge, AF-1）と共同で再度ニカラグアへ海兵隊の輸送に従事している。

### 太平洋戦争
「メデューサ」は第二次世界大戦勃発後も1941年8月半ばまでサンペドロを拠点に艦隊の支援活動を続けた後、ハワイの真珠湾へ移った。そして「メデューサ」は、そこで1941年12月7日の真珠湾攻撃に遭遇することになった。

### 真珠湾攻撃

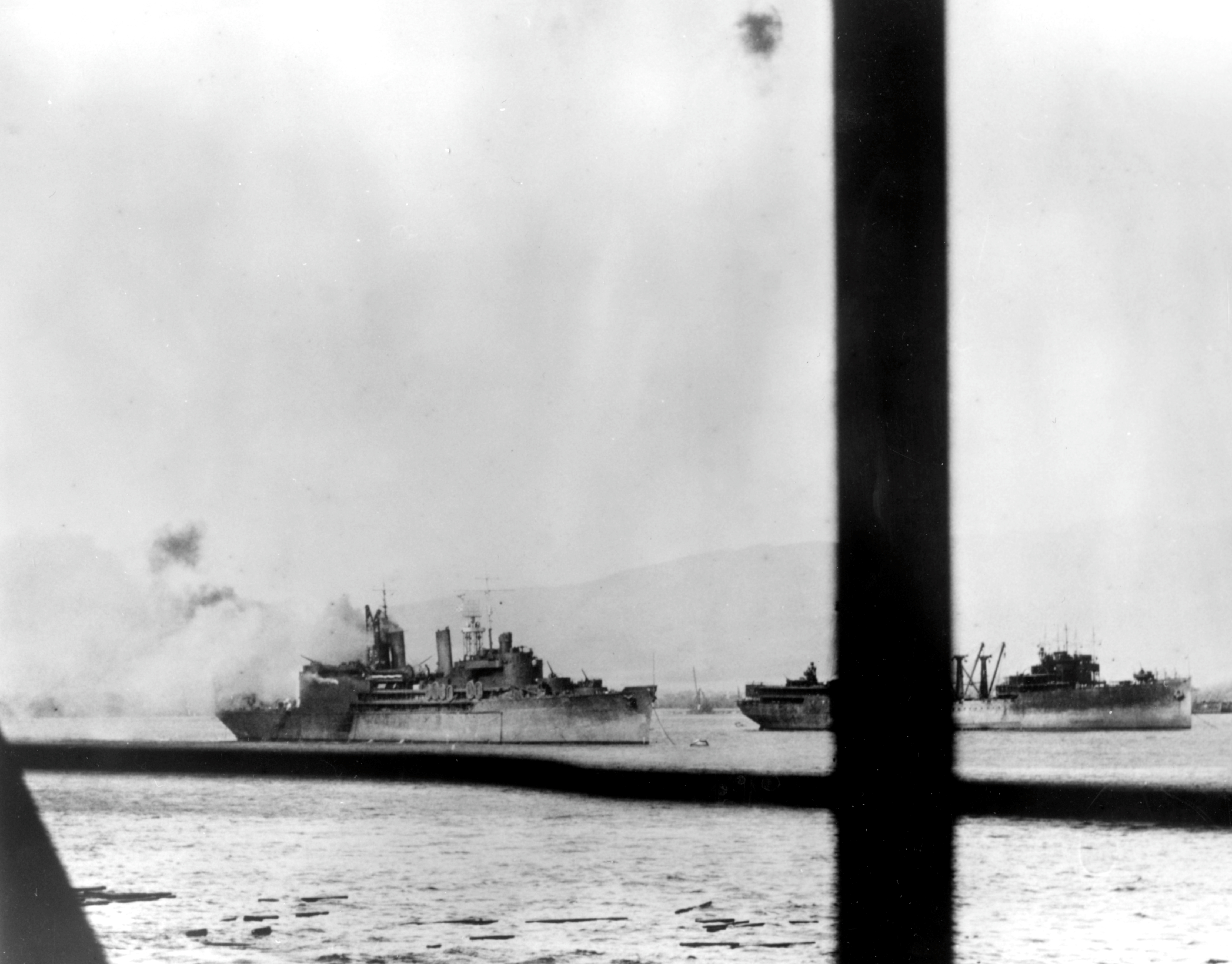
真珠湾攻撃に遭遇した「メデューサ」（右）と炎上する水上機母艦「カーティス」（左）。1941年12月7日撮影。

攻撃が始まった時、「メデューサ」の艦長は上陸中であったため、修理士官のジョン・F・P・ミラー少佐が代わって指揮を執った。「メデューサ」は港内で発見した甲標的に対して砲撃を行い、駆逐艦「モナハン」（USS Monaghan, DD-354）がその甲標的に接近して撃沈した。攻撃に対する対空戦闘で「メデューサ」の機銃手は2機の九九式艦上爆撃機の撃墜を主張した。
攻撃が去った後、「メデューサ」は工作艦としての本分である修理任務を始めた。損傷した水上機母艦「カーティス」（USS Curtiss, AV-4）の排水作業を実施し、さらに擱座した戦艦「ネバダ」（USS Nevada, BB-36）へ機銃弾を、スコフィールドバラックスのアメリカ陸軍部隊へ小銃を、補給のため「メデューサ」を訪れる各艦の艦載艇へ食料、飲料、燃料をそれぞれ供給した。「メデューサ」はまた、転覆した標的艦「ユタ」（USS Utah, AG-16）の艦内に取り残された乗員の救助活動も支援している。

### 太平洋艦隊支援部隊
1942年3月1日、基地部隊は太平洋艦隊支援部隊に改編された。「メデューサ」も支援部隊の一員として真珠湾で復旧作業に従事していた。
1942年4月4日、「メデューサ」は戦闘海域へ進出することになった。「メデューサ」は1943年4月20日に共同統治領ニューヘブリディーズのエファテ島ポート・ハヴァンナへ到着し、4月24日から駆逐艦母艦「リゲル」（USS Rigel, AR-11)の負担を軽減すべく現地で活動を始めた。「メデューサ」はエファテ島で11ヶ月間の活動を行ったが、7月24日から8月4日までの間には一時的にエスピリトゥサント島へ展開し、雷撃を受けた軽巡洋艦「ホノルル」（USS Honolulu, CL-48）の仮艦首取付け作業に従事している。

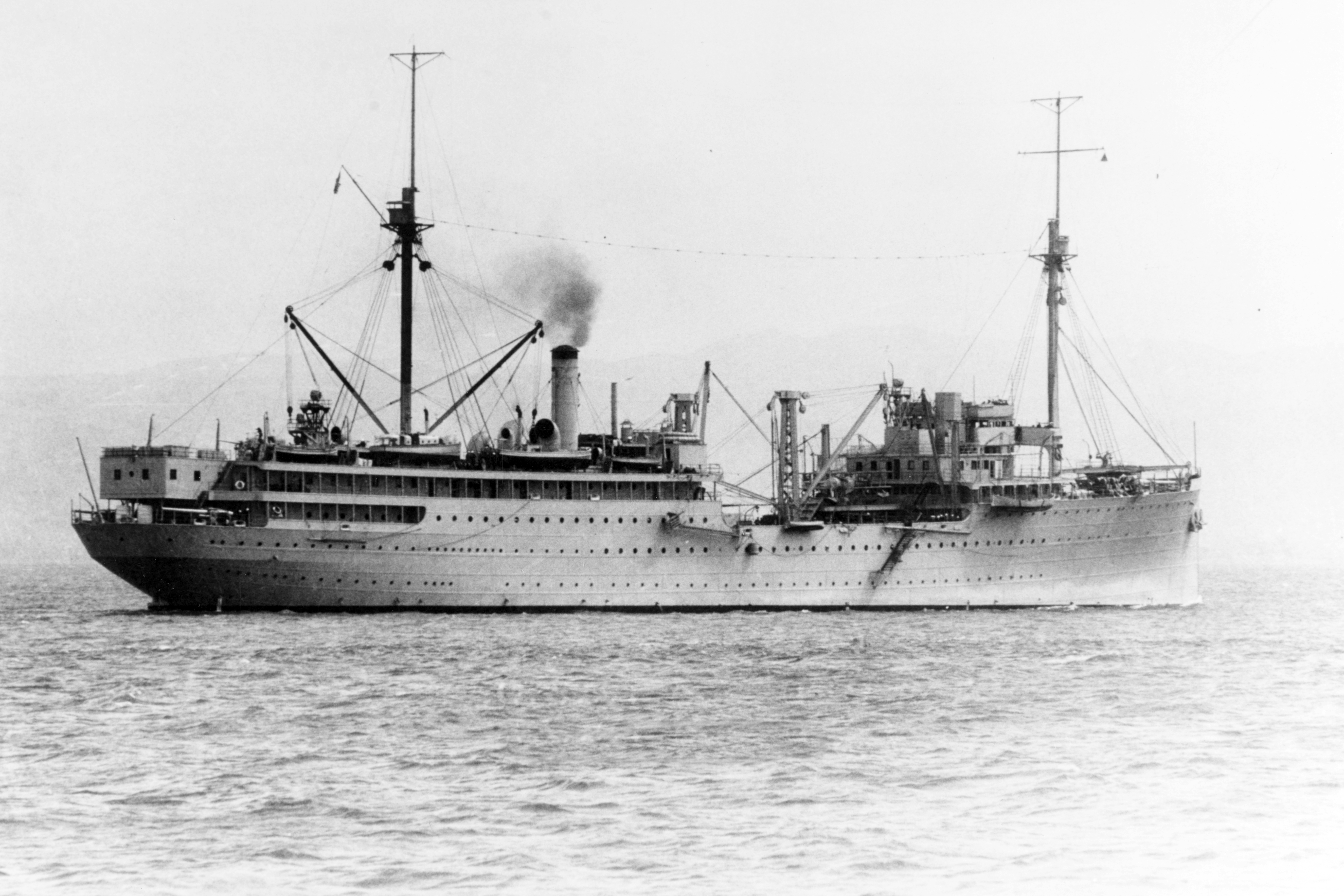
後方から見た「メデューサ」。

1944年3月27日、エファテ島を出た「メデューサ」は各地で短期間の活動を続ける。最初はニューギニアへ向かい、ミルン湾とブナ泊地で第7艦隊所属艦艇への修理活動を行う。次いで「メデューサ」はガダルカナル島へ移動し、5月15日の到着後は第3艦隊の艦艇を修理。6月1日、「メデューサ」はオーストラリアのシドニーへ移動して、5月に自らがブナ浅瀬で座礁事故を起こした際に負った損傷を修理した。修理完了後は引き続きマヌス島とアドミラルティ諸島で活動した。
11月10日にマヌス島で給兵艦「マウント・フッド」（USS Mount Hood, AE-11）が大爆発事故を起こし木っ端微塵となった後、「メデューサ」は爆発に巻き込まれ大きな損害を出した内燃機関修理艦「ミンダナオ」（USS Mindanao, ARG-3）に対して修理と医療品の提供を行った。
1945年1月半ば、マヌス島を出た「メデューサ」はフィリピンのサンペドロ湾行きの船団に加わるためにホーランディアへ向かう。「メデューサ」はマヌス島へ戻る7月6日まで、ルソン島やその他の日本軍占領下の島々、そして沖縄への侵攻に従事する艦艇を支援し続けた
。

### 戦後の活動
1945年8月15日に日本が降伏を表明した後、8月終わりに「メデューサ」はマニラへ移動した。そこで「メデューサ」はアメリカ本土に帰還するため出港する11月14日まで、第7支援戦隊（Service Squadron 7）と共に活動する 。1945年12月8日、「メデューサ」は予備役艦隊サンディエゴグループの艦艇の不活性化に係る任務のためターミナル・アイランドへ出向いた。

### 退役
任務完了後、今度は「メデューサ」自身の不活性化処理が始まることになった。1946年5月23日、「メデューサ」は「修理に係る費用が経済的に見合わない」と報告された。1946年6月に「メデューサ」は海軍艦艇名簿からの除籍と廃棄が勧告された。修理救難艦「ケーブル」（USS Cable, ARS-19）による「メデューサ」の艦体をサンディエゴから曳航する試みは失敗したが、同型艦「カーブ」（USS Curb, ARS-21)による曳航は成功し、1946年10月2日にブレマートンに到着した。
「メデューサ」は1946年11月18日に退役し、最終的に廃棄されるためアメリカ海軍海事委員会に移管された。「メデューサ」の軍艦旗は、最後に「メデューサ」から退艦した人物であり、また真珠湾攻撃時にも「メデューサ」にいたウィラード・E・アダムス少佐に贈られた。
「メデューサ」は1947年6月10日に海軍艦艇名簿から除籍された。「メデューサ」の艦体は装備品の取り外しが行われた後にオレゴン州ポートランドのゼイデル・シップレッキング・カンパニーにスクラップとして売却され、1951年に解体を完了した。

## 栄典
「メデューサ」は第二次世界大戦の功績で1個の従軍星章を受章したほか、以下の勲章を与えられた。
- 戦闘交戦リボン（英語版）・・・（1941年12月7日、真珠湾）
- アメリカ防衛軍務勲章・・・「艦隊」略章付き
- アメリカ戦役勲章
- アジア・太平洋戦役勲章（英語版）・・・星章1個付き
- 第二次世界大戦戦勝記念章
- フィリピン解放勲章（英語版）